# Viken (condado)
Viken foi um condado da Noruega.
Estava situado no sudeste do país, abrangendo a área à volta de Oslo.
Limitava-se a norte pelo condado de Innlandet, a leste pela Suécia, a sul pelo condado de Vestfold og Telemark e a oeste pelo condado de Vestland.
Tinha uma área de 22 768 km² e 1 252 384 habitantes (2021).

O condado de Viken foi criado em 1 de janeiro de 2020 pela fusão dos antigos condados de Østfold, Akershus e Buskerud.
 Porém foi extinto em 1 de janeiro de 2024 após desaprovação popular e esses condados foram reestabelecidos.

## Comunas
- Aremark
- Asker
- Aurskog-Høland
- Bærum
- Drammen
- Eidsvoll
- Enebakk
- Flesberg
- Flå
- Fredrikstad
- Frogn
- Gjerdrum
- Gol
- Halden
- Hemsedal
- Hol
- Hole
- Hurdal
- Hvaler
- Indre Østfold
- Jevnaker
- Kongsberg
- Krødsherad
- Lier
- Lillestrøm
- Lunner
- Lørenskog
- Marker
- Modum
- Moss
- Nannestad
- Nes
- Nesbyen
- Nesodden
- Nittedal
- Nordre Follo
- Nore og Uvdal
- Rakkestad
- Ringerike
- Rollag
- Råde
- Rælingen
- Sarpsborg
- Sigdal
- Skiptvet
- Ullensaker
- Vestby
- Våler
- Ål
- Ås
- Øvre Eiker